# موهانا کریشنا ایندراگانتی
موهانا کریشنا ایندراگانتی (انگلیسی: Mohana Krishna Indraganti؛ زادهٔ ۱۷ آوریل ۱۹۷۲) کارگردان فیلم و فیلم‌نامه‌نویس اهل هند است.
وی کارگردان فیلم‌هایی همچون هشت‌پا، با آن مبارزه کن و جنتلمن بوده است.